# Pavel Halík
Pavel Halík (30. června 1935 Stržanov – 21. června 2021 Praha) byl český historik a teoretik architektury, vysokoškolský pedagog a překladatel.

## Životopis
Pracoval v Československé akademii věd, konkrétně v Kabinetu teorie architektury, a sice jako vědecký pracovník. Mezi roky 1981 a 1984 vyučoval na Technické univerzitě v alžírském městě Oran, posléze též Akademii výtvarných umění v Praze (1990–1997) a na Fakultě umění a architektury Technické univerzity v Liberci (2003–2019).
Ve svém odborném zájmu se věnoval moderní a současné architektuře.

## Dílo
- HALÍK, Pavel; KRATOCHVÍL, Petr; NOVÝ, Otakar. Architektura a město. 1. vyd. Praha: Academia, 1996. 204 s. ISBN 80-200-0245-6.
- KRATOCHVÍL, Petr; HALÍK, Pavel. Česká architektura 1989–1999. 1. vyd. Praha: Prostor – architektura, interiér, design, 1999. 159 s. ISBN 80-902736-0-2.
- FRAMPTON, Kenneth. Moderní architektura: kritické dějiny. Překlad Pavel Halík, Petr Kratochvíl. 1. vyd. Praha: Academia, 2004. 457 s. ISBN 80-200-1261-3.
- HALÍK, Pavel. Slavné vily Libereckého kraje. 1. vyd. Praha: Foibos, 2007. 171 s. ISBN 978-80-87073-06-3.